# Work It 〜輝けわたし!〜
『Work It 〜輝けわたし!〜』（原題:Work It）は2020年に配信されたアメリカ合衆国の青春映画である。監督はローラ・テルーゾ、主演はサブリナ・カーペンターが務めた。

## 概略
クイン・アッカーマンは亡き父が卒業したデューク大学の面接試験に臨んでいたが、面接官は勉学や社会活動に励んできただけの彼女に興味を持ってくれなかった。窮地に陥ったクインは「高校でダンスに打ち込んでいる」と言ってしまうが、実際は高校のダンスグループ「サンダーバーズ」の照明係でそれもミスをしてクビになったばかりだった。クインは嘘を現実のものにするべく、親友のジャスとともに仲間を集め、ダンスグループを結成する。クインにはダンスの経験が全くなかったが、振付師として招いた元ダンサーのジェイク・テイラーのコーチも受けながら練習に励む。憧れの大学に受かりたい一心で始めたダンスだったが、紆余曲折を経ながらダンスの魅力に目覚めていく。

## キャスト
- サブリナ・カーペンター - クイン・アッカーマン（吹替：丸山有香[2]）
- ライザ・コーシー（英語版） - ジャスミン・ヘイル（吹替：村中知[2]）
- キーナン・ロンズデール（英語版） - ジュリアード・ペンブローク（吹替：室元気[2]）
- ミシェル・ブトー（英語版） - ヴェロニカ・ラミレス（吹替：岡田恵[3]）
- ジョーダン・フィッシャー - ジェイク・テイラー（吹替：鈴木崚汰[2]）
- ドリュー・レイ・ターナー（英語版） - チャーリー
- ジェイン・イーストウッド - ルーシー
- ナオミ・スニッカス（英語版） - マリア・アッカーマン（吹替：沢海陽子[2]）
- ブリアナ・アンドラーデ＝ゴメス - トリニティ
- カリアン・ブレモー - ブリット・ターナー（吹替：中村カンナ[4]）
- ビアンカ・アシロ - レイヴン
- ニール・ロブレス - クリス・ロヨ
- ナサニエル・スカーレット - DJ
- タイラー・ハッチングス - ロビー・G

その他日本語吹替声優：野村須磨子、森川美咲、藤川マサミ、渡部俊樹、吉野貴大、大内和代、丹羽正人、時永ヨウ、福宮あやの、塙真奈美、岡本幸輔、三好翼

## 製作・マーケティング
2019年4月2日、STXエンターテインメントがアリシア・キーズをプロデューサーに迎え、本作の製作を進めていると発表した。5月2日、ローラ・テルーゾが監督に起用され、サブリナ・カーペンター、キーナン・ロンズデール、ライザ・コーシーが本作に出演することになったと報じられた。7月、ドリュー・レイ・ターナー、ジョーダン・フィッシャー、ミシェル・ブトーがキャスト入りした。
本作の主要撮影は2019年7月にカナダのトロントで始まり、翌8月に終了した。2020年7月15日、ジャーメイン・フランコが本作で使用される楽曲を手掛けるとの報道があった。16日、本作のオフィシャル・トレイラーが公開された。24日、カーペンターが歌う劇中歌『Let Me Move You』のシングルが発売された。

## 評価
本作は批評家から好意的に評価されている。映画批評集積サイトのRotten Tomatoesには16件のレビューがあり、批評家支持率は81%、平均点は10点満点で6.12点となっている。また、Metacriticには9件のレビューがあり、加重平均値は58/100となっている。